# حجه (لبنان)
حجه (به عربی: الحجة) یک منطقهٔ مسکونی در لبنان است که در شهرستان صیدا واقع شده‌است. حجه ۹۰ متر بالاتر از سطح دریا واقع شده‌است.